# Myaka myaka
Рід Myaka є монотиповим
родом риб з родини цихлові, він складається лише з виду Myaka myaka Trewavas 1972